# Холланд, Джон, 1-й герцог Эксетер
Джон Холланд (англ. John Holland; 1350-е — 16 января 1400) — 1-й граф Хантингдон с 1387 года, 1-й герцог Эксетер в 1397—1399 годах, рыцарь ордена Подвязки с 1381 года, сын Томаса Холланда, 1-го графа Кента, и Джоанны Прекрасной Девы Кента, единоутробный брат короля Англии Ричарда II.
Благодаря родству с королём, Джон занимал высокое положение при английском дворе. В 1385 году он в результате ссоры убил наследника графа Стаффорда, из-за чего лишился всех владений, но позже был прощён королём. Позже стал одним из советников короля и занимал ряд придворных постов. В 1397 году Джон поддержал короля во время расправы над лордами-апеллянтами, за что получил часть конфискованных у них владений и титул герцога Эксетера. После свержения Ричарда II в 1399 году был лишён герцогского титула. Джон был казнён после раскрытия заговора с целью освобождения Ричарда II в январе 1400 года, а все его владения и оставшиеся титулы были конфискованы.

## Биография

### Молодые годы
Точный год рождения Джона неизвестен. В разных источниках встречаются даты 1352, 1355 и даже после 1358 года. Он был младшим сыном Томаса Холланда, 1-го графа Кента, и Джоанны Кентской. В 1360 году умер его отец. В 1361 году его мать Джоанна вышла замуж за наследника короля Эдуарда III Эдуарда, известного в истории под прозвищем Чёрный Принц, после чего с детьми перебралась в Гасконь. Эдуард позаботился, чтобы Джон вместе со старшим братом Томасом уже в раннем возрасте овладел всеми необходимыми навыками для битвы и рыцарских турниров.
В начале 1370-х Джоанна и Эдуард с детьми перебрались в Англию, где Эдуард и умер в 1376 году. А в 1377 году умер король Эдуард III, после чего королём стал Ричард II, единоутробный брат Джона. В отличие от Томаса, который вошёл в состав регентского совета при малолетнем короле, упоминания о Джоне до 1381 года отсутствуют. 6 мая 1381 года он получил должность юстициария Честера, а в июне вспыхнуло крестьянское восстание. Когда восставшие подошли к Лондону, Джон вместе с королём, Томасом и матерью укрылся в Тауэре. В том же 1381 году Джон был посвящён в рыцари ордена Подвязки.
В январе 1382 года во время свадьбы Ричарда II и Анны Чешской Джон состоял в эскорте невесты.

### Убийство наследника графа Стаффорда
В апреле 1384 года монах-кармелит Джон Латимер донёс Ричарду II информацию о том, что дядя короля, Джон Гонт, герцог Ланкастер, готовит убийство короля. Джон Гонт смог оправдаться, а группа рыцарей, в том числе Джон Холланд, устроила самосуд и убила Латимера, что помешало узнать правду о том, откуда монах получил информацию. По мнению некоторых историков, за сфабрикованными против герцога Ланкастера обвинениями мог стоять один из фаворитов короля — Роберт де Вер, 9-й граф Оксфорд, а убийство позволило это скрыть.
В 1385 году произошёл гораздо более серьёзный инцидент, связанный с Джоном. В этом году король отправился в поход в Шотландию. Вместе с ним отправился и Джон. Но между Йорком и Бишопсторном, как сообщает Фруассар, сэр Ральф Стаффорд, наследник Хьюго де Стаффорда, 2-го графа Стаффорда, во время ссоры убил одного из лучников Джона. Однако когда Ральф отправился к Джону принести извинения по поводу случившегося, Джон вонзил в него меч и убил. Граф Стаффорд, отец убитого, потребовал от короля правосудия, и Ричард II поклялся наказать убийцу как обычного преступника. Хронисты сообщают, что Джоанна Кентская молила короля пощадить брата, но тот отказал, в результате чего она умерла от расстройства 8 августа. 14 сентября все владения Джона были конфискованы, а сам Джон укрылся в соборе святого Джона из Беверли.

### Граф Хантингдон
В феврале 1386 года Джон примирился с графом Стаффордом и получил королевское прощение, после чего ему были возвращены все владения. Летом того же года Джон женился на Елизавете Ланкастерской, дочери Джона Гонта, и отправился вместе с тестем в поход в Кастилию, где Джон Гонт пытался завоевать себе королевскую корону. Во время похода Джон выполнял обязанности констебля английской армии. Фруассар отмечает, что во время кастильской кампании Джон Холланд проявил себя храбрым и талантливым воином. В Англию Джон вернулся в 1387 году и 2 июня получил титул графа Хантингдона. Кроме того, он получил значительные земельные владения.
После того как король Ричард II освободился от опеки лордов-апеллянтов, Джон стал одним из советников короля. В 1389 году Джон стал верховным камергером Англии, адмиралом Запада и констеблем Тинтагельского замка и Бреста. 13 сентября он назначен членом Тайного совета.
В 1390 году Джон участвовал в рыцарском турнире в Кале.
В 1392 году Джон участвовал в походе в Северную Англию, а позже вместе с Джоном Гонтом участвовал в посольстве во Францию.
В 1394 году Джон был назначен констеблем замка Конуи. В этом же году он отправился в паломничество в Святую Землю. В Париже он узнал о войне Венгрии с Турцией, поэтому, по сообщению Фруассара, он решил возвращаться таким образом, чтобы принять участие в войне. Однако он, вероятно, изменил своё намерение, поскольку уже в 1395 году он был в Англии, сопровождая короля в Элтем во время паломничества в аббатство Петра Пустынника. В этом же году он стал констеблем Карлайла и хранителем Западной Шотландской марки.

### Герцог Эксетер
В 1397 году король Ричард II решил расправиться с тремя бывшими лордами-апеллянтами — Томасом Вудстоком, герцогом Глостером Ричардом Фицаланом, 11-м графом Арунделом, и Томасом Бошаном, 12-м графом Уориком. В итоге король сначала заманил к себе на приём графа Уорика, приказав его там схватить, затем был схвачен граф Арундел. Затем пришла очередь герцога Глостера. Для его ареста Ричард собрал внушительную свиту, в которую вошли в том числе его единоутробный брат Джон Холланд, граф Хантингдон, и племянник Томас Холланд, граф Кент, после чего ночью прибыл в замок Плеши в Эссексе, где находился герцог, схватив его. Трое пленников были отправлены в заключение в разные замки.
Для суда над пленниками 17 сентября 1397 года в Вестминстере собрался парламент. Он стал своеобразным зеркальным отображением «Безжалостного парламента», на котором в своё время лорды-апеллянты в 1388 году осудили фаворитов Ричарда II. Но теперь обвиняемыми были бывшие обвинители Глостер, Арундел и Уорик. Порядок судебного разбирательства был тем же, что и 9 лет назад. В качестве апеллянтов выступили 8 лордов, в числе которых был граф Хантингдон, его племянник — граф Кент, а также двоюродные братья короля — граф Ратленд и граф Сомерсет. В итоге граф Арундел был осуждён на смерть, граф Уорик отделался изгнанием, а герцог Глостер, как выяснилось, был убит в заключении (вероятно, по приказу короля).
Все владения осуждённых были конфискованы и розданы приближённым короля, которым, кроме того, король даровал ещё и герцогские титулы. Джон в итоге 29 сентября 1397 года получил титул герцога Эксетера. Из владений лордов-апеллянтов ему достался замок Арундел.

### Свержение Ричарда II и неудачный заговор
В 1399 году герцог Эксетер отправился с королём в неудачный поход в Ирландию. За время отсутствия короля в Англию вторгся изгнанный в 1398 году Генри Болингброк, к которому начали стекаться лорды и люди. Узнав о случившемся, король в сопровождении остатков армии и своих приближённых отплыл в Англию 27 июля 1399 года. Среди сопровождавших его был и герцог Эксетер. Однако королевской армии не удалось собрать подкрепление, а добравшись в августе до замка Конуи, король узнал, что Честер, в который он направлялся, уже 11 августа был захвачен Болингброком.
К тому моменту ряд сторонников Ричарда II перешли на сторону Болингброка, а армия разбегалась. Ричард ещё мог отступить — у него оставались корабли, на которых он мог или вернуться в Ирландию, или бежать во Францию. Однако король так и остался в замке, не доверяя никому. Когда же у ворот появились посланники Болингброка, то он приказал открыть ворота.
Ричард согласился на все требования Болингброка, переданные ему, и выехал из замка в сопровождении небольшой свиты, в составе которой находился и герцог Эксетер, на встречу с двоюродным братом. Однако по пути король попал в засаду, после чего был переправлен в замок Флинт, где он стал пленником Болингброка. Позже Болингброк принудил его отречься от короны, а сам 30 сентября был провозглашён королём Англии под именем Генрих IV. Ричарда же отправили в заключение в замок Понтефракт, где он позже и умер.
29 октября герцог Эксетер предстал перед парламентом вместе с другими советниками, чтобы ответить на обвинения. Джон в своё оправдание сослался на то, что не мог противиться воле короля. В итоге 6 ноября его лишили герцогского титула и всех пожалований Ричарда II, но выпустили на свободу.
В январе 1400 года Джон вместе с другими бывшими соратниками свергнутого составили заговор с целью убийства Генриха IV и возвращения на престол Ричарда II. Но 6 января заговор был раскрыт, его выдал один из заговорщиков — граф Ратленд. Джон и другие его соратники смогли бежать. Однако вскоре его захватили в Плеши и казнили по приказу Томаса Фицалана, 12-го графа Арундела, 16 января. Его голова была выставлена в Плеши, но позже по просьбе вдовы была захоронена вместе с телом в коллегиальной церкви в Плеши.
Все владения и титул графа Хантингдона были конфискованы, но в 1416 году они были возвращены его сыну Джону Холланду.

## Семья

### Брак и дети
Жена: с 24 июня 1386 года Елизавета Ланкастерская (до 21 февраля 1363 — 24 ноября 1425), дочь Джона Гонта, 1-го герцога Ланкастер, и Бланки Ланкастерской, разведённая жена Джона Гастингса, 3-го графа Пембрука. Дети:
- Констанс Холланд (1387 — 12/14 ноября 1437); 1-й муж: с 1404 года Томас Моубрей (17 сентября 1385 — 8 июня 1405), 4-й граф Норфолк и 2-й граф Ноттингем, 7-й барон Моубрей и 8-й барон Сегрейв, граф Маршал с 1399 года; 2-й муж: с 1413 года сэр Джон Грей (ум. 27 августа 1439);
- Ричард Холланд (ум. 3 сентября 1400);
- Эдвард Холланд (ок. 1399 — после 1413);
- Элис Холланд (ок. 1392 — до 1406); муж: ранее 1400 года Ричард де Вер (около 1385 — 15 февраля 1417), 11-й граф Оксфорд с 1400;
- Джон Холланд (29 марта 1395 — 5 августа 1447), 2-й граф Хантингдон с 1416 года, 2-й герцог Эксетер с 1439 года, лорд-адмирал Англии с 1435 года.

После гибели мужа 12 декабря 1400 года Елизавета вышла замуж третий раз — за сэра Джона Корнуолла (около 1364 — 11 декабря 1443), барона Фэнхоупа.
Также у Джона Холланда известно двое незаконнорождённых детей:
- Уильям Холланд;
- Томас Холланд.